# Teorema di Darboux
Il teorema di Darboux è un teorema dell'analisi matematica che prende il nome da Jean Gaston Darboux. Esso afferma che tutte le funzioni che risultano dalla derivazione di altre funzioni presentano la proprietà del valore intermedio: l'immagine di un intervallo è ancora un intervallo.
È da notare che quando {\displaystyle f} è differenziabile con derivata continua (cioè {\displaystyle f\in C^{1}([a,b])}) questo è implicitamente vero per il teorema dei valori intermedi, ma anche quando {\displaystyle f'} non è continua il teorema di Darboux pone forti limiti alle sue variazioni.

## Teorema di Darboux
Sia {\displaystyle f\colon \left[a,b\right]\to \mathbb {R} } una funzione continua a valori reali in {\displaystyle \left[a,b\right]}, che sia differenziabile in {\displaystyle \left(a,b\right)}. Allora {\displaystyle f'} soddisfa la proprietà del valore intermedio: per ogni {\displaystyle t} compreso tra {\displaystyle f'\left(a\right)} e {\displaystyle f'\left(b\right)}, esiste qualche {\displaystyle x} in {\displaystyle \left[a,b\right]} tale per cui {\displaystyle f'\!\left(x\right)=t}.

## Dimostrazione
Senza perdita di generalità si può supporre che {\displaystyle f'_{+}(a)>t>f'_{-}(b)}. Sia {\displaystyle g(x)=f(x)-tx}, allora {\displaystyle g'(x)=f'(x)-t}, quindi sostituendo, si ha {\displaystyle g'_{+}(a)>0>g'_{-}(b)}, e si vuole trovare uno zero di {\displaystyle g'}.
Siccome {\displaystyle g} è una funzione continua in {\displaystyle [a,b]}, per il teorema di Weierstrass possiede un massimo in {\displaystyle [a,b]}, ma questo massimo non può trovarsi in {\displaystyle a}, poiché {\displaystyle g'_{+}(a)>0}, quindi {\displaystyle g(x)>g(a)} in un intorno destro di {\displaystyle a,} e in modo del tutto simile non può trovarsi in {\displaystyle b}, poiché {\displaystyle g'_{-}(b)<0}, quindi {\displaystyle g(x)>g(b)} in un intorno sinistro di {\displaystyle b}. Pertanto il massimo deve stare in un punto {\displaystyle c} compreso in {\displaystyle (a,b)} tale che {\displaystyle g'(c)=0} per il teorema di Fermat sui punti stazionari, da cui la tesi.